# Правосудие в СССР

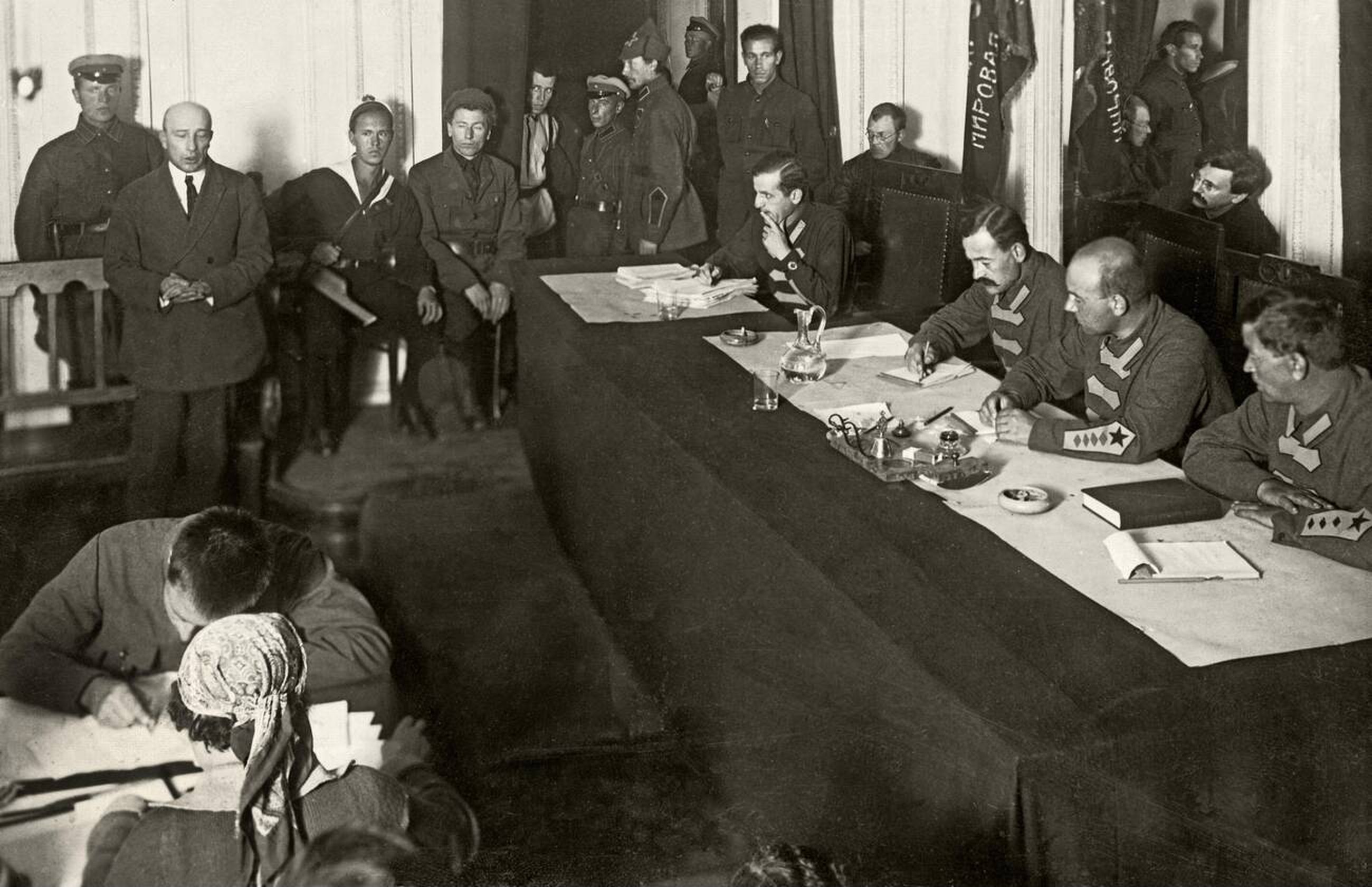
Процесс над Б. В. Савинковым в Военной коллегии Верховного суда СССР, 1924 год (Савинков стоит слева, у стены сидит В. Р. Менжи́нский)

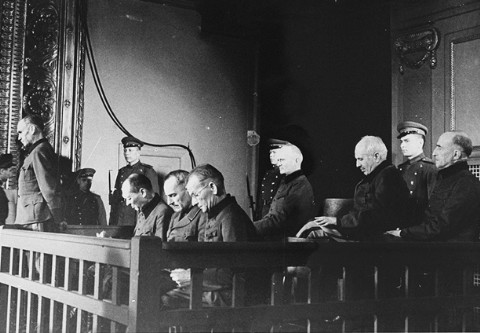
Подсудимые (семь немецких генералов и полковников) на Рижском судебном процессе, 1946 год

Правосудие в СССР определялось как форма государственной деятельности по рассмотрению и разрешению уголовных и гражданских дел, основанной на принципах социалистического демократизма и социалистической законности. Система правосудия формировалась безотлагательно заново вместе с системой Советской власти и совершенствовалась с принятием нормативных документов, определяющих её работу,

## Начальный этап
В 1920-е годы в СССР произошел переход от идеи отмирания государства и права как буржуазных явлений — к СССР как цивилизации с особым представлением о мироустройстве. Советское государство и право в это время оформились как развивающийся исторический тип.

### Формирование системы правосудия в начальный период существования государства
22 ноября 1917 года был принят первый советский декрет о суде, упразднивший всю дореволюционную судебную систему. Её заменили новые выборные советские судебно-следственные органы, в том числе рабочие и крестьянские революционные трибуналы. Для ликвидации дореволюционных судебных учреждений были назначены комиссары. Для рассмотрения гражданских исков до 300 рублей и уголовных с наказанием не более двух лет лишения свободы были учреждены народные суды, избираемые местными советами, из председателя и двух народных заседателей. Роль кассационных инстанций выполняли уездные и столичные съезды судей.
7 (20) декабря 1917 г. при Совете народных комиссаров была образована Всероссийская Чрезвычайная Комиссия по борьбе с контрреволюцией и саботажем (ВЧК), Призванная пресекать политические преступления против советской власти и предавать виновных Военно-революционному трибуналу, ВЧК получила неограниченные полномочия и согласовывала свои действия только с ЦК РКП(б).
Принятое после открытых нападений на советских руководителей Урицкого и Ленина постановление СНК «О красном терроре» от 5 сентября 1918 г. окончательно превратило ВЧК в карательно-репрессивный орган. ВЧК формировала свою структуру на региональном и армейском уровнях, получив широкие полномочия не только в расследовании преступлений, но и в исполнении наказаний. Само следствие велось упрощённо.
«Декретом о суде № 2» от 22 февраля (7 марта) 1918 г. было определено направление развития советской судебной системы: были созданы окружные суды. В состав их коллегий по гражданским делам входили три постоянных члена и четыре народных заседателя. Коллегии из председателя и двенадцати народных заседателей рассматривали уголовные дела. В декрете оговаривалась необходимость реализовывать правосознание трудящихся классов через участие в общественном обвинении и в общественной защите, для чего при Советах создавались специальные коллегии. Таким образом была создана иерархия окружных судов как первой инстанции и областных как второй. Отменить решение народного суда мог Всероссийский центральный исполнительный комитет (ВЦИК).
«Декрет о суде № 3» СНК от 20 июля 1918 г. оставил в ведении народных судов уголовные дела, кроме особо тяжких преступлений, а апелляционной инстанцией назначил Кассационный народный суд в Москве в составе гражданского и уголовного отделений. В суде работали председатель, его заместитель, восемь членов суда, назначенных по представлению окружных народных судов и Советов местных народных судей.
К завершению Гражданской войны необходимость в чрезвычайных мерах отпала, что к 1922 году привело к ликвидации и общих революционных трибуналов, и ВЧК.
На 4-м Всероссийском съезде деятелей советской юстиции в январе 1922 года была воссоздана прокуратура. При этом возникли споры о подчинённости надзорного органа: во ВЦИК и комиссии ЦК РКП(б) выступали против централизации, за двойное подчинение прокурорских органов — губисполкомам на местах и прокурору республики в центре. Также высказывалась идея ограничить деятельность прокуроров работой в судах, как было в дореволюционной России. В. И. Ленин выступил против: он считал вопрос о прокуратуре настолько важным, что вынес его на обсуждение Политбюро и добился, чтобы местная прокурорская власть подчинялась только центру и действовала исключительно от имени государства.
25 мая 1922 г. ВЦИК принял «Положение о прокурорском надзоре», возложив на прокуратуру государственный надзор за законностью действий всех органов власти, хозяйственных учреждений, общественных и частных организаций и частных лиц путем возбуждения уголовного преследования и опротестования нарушающих закон актов, непосредственное наблюдение за деятельностью следственных органов и органов дознания при раскрытии преступлений. Также прокуратуре поручался надзор за деятельностью ГПУ, поддержание обвинения на суде, наблюдение за правильностью содержания заключённых в местах временного лишения свободы и при отбывании наказания.
26 мая 1922 г. ВЦИК учредил адвокатуру, объединив защитников в коллегии при губернских отделах юстиции. Адвокаты не имели права занимать должности в государственных учреждениях и на предприятиях и подчинялись избираемому на общем собрании коллегии президиуму. ЦК РКП(б) специальным постановлением разъяснил, что коммунисты могут быть адвокатами и защищать преступников.

### Реформа судебной системы
31 октября 1922 г. было принято «Положение о судоустройстве РСФСР», которым была предусмотрена система народных судов. Трибуналы сохранились в РККА и выдержали проверку временем.
Специфика советской единой судебной системы состояла в том, что она была подчинена власти. Независимость судебной власти и система разделения властей в РСФСР не признавались. 
Первой судебной инстанцией стал народный суд в составе постоянного народного судьи. 
Второй инстанцией стал народный суд в составе постоянного народного судьи и двух народных заседателей. 
Далее в иерархии следовали губернский суд. 
Высшей инстанцией судебной системы стал Верховный Суд РСФСР и его коллегии. После образования СССР был создан Верховный Суд СССР, к компетенции которого относилось разрешение споров между союзными республиками, рассмотрение дел по обвинению высших должностных лиц СССР в преступлениях по должности. Суд работал в составе пленарных заседаний уголовной, гражданской, военной и военно-транспортной коллегий. Верховный Суд СССР также рассматривал дела, относящиеся к компетенции Конституционного Суда.

### От революционной законности к нормальному праву
Правосудие в советской республике строилось не на пустом месте. Пункт 5 первого декрета «О суде» позволял местным судам руководствоваться «законами свергнутых правительств лишь постольку, поскольку таковые не отменены революцией и не противоречат революционной совести и революционному правосознанию». 
Уже второй декрет о суде в феврале 1918 г. этот посыл уточнил: «Судопроизводство как по гражданским, так и по уголовным делам происходит по правилам судебных уставов 1864 года».
Однако в ноябре того же 1918 года было установлено, что «Народный Суд применяет декреты Рабоче-Крестьянского Правительства, а в случае отсутствия соответствующего декрета или неполноты такового руководствуется социалистическим правосознанием». Ссылки «на законы свергнутых правительств» были воспрещены.
Внедрение новых принципов (революционная целесообразность, социалистическое правосознание, революционная законность) было обусловлено сменой политических сил: новая власть  трудящихся находилась в остром конфликте со свергнутыми политическими силами. Понятно, что акты, отражающие идеологию частной собственности и предназначенные для применения в условиях буржуазно-монархической государственности, стали неприменимыми.
Концепция «революционной законности» 1921—1922 годов оказалась в центре дискуссий по юридическим вопросам, создав идеологическую основу для перехода от «революционного правосознания» к нормальной правовой системе со стабильными юридическими гарантиями, создающими базис государственности. Прокуратура выдвинулась на роль стража законности, а определение «революционная» ушёл в прошлое. Явно выразилось стремление ограничить произвол работников государственного аппарата и упорядочить систему власти. Ошибки, упущения, волокита стали трактоваться как беззаконие.
Одновременно копился нормативный материал: в РСФСР Собрании Узаконений к концу 1922 года было опубликовано более 4 тысяч нормативных актов.
Задача кодификации норм советского права была решена в основном в 1922—1923 годах — были приняты Гражданский (1922), Гражданско-процессуальный (1923), Земельный (1922), Уголовный (1922), Исправительно-трудовой (1924) кодексы, а также Кодекс законов о труде(1922).

### Конституционное оформление
Становление советской судебной системы завершилось с принятием Конституции 1924 г., где судебной власти посвящалось несколько глав.  
Основные положения были изложены в главе 7.
В ст. 43 было закреплено, что в целях утверждения революционной законности на территории СССР при Центральном Исполнительном Комитете учреждается Верховный Суд.  К его компетенции относилось:
а) подготовка руководящих разъяснений по вопросам общесоюзного законодательства для верховных судов союзных республик;
б) рассмотрение и опротестование перед ЦИК по представлению прокурора Верховного Суда  постановлений, решений и приговоров верховных судов союзных республик по соображениям противоречия таковых общесоюзному законодательству, или поскольку ими затрагиваются интересы других республик;
в) подготовка заключений о законности тех или иных постановлений союзных республик с точки зрения Конституции СССР по требованию ЦИК;
г) разрешение судебных споров между союзными республиками;
д) рассмотрение дел по обвинению высших должностных лиц Союза в преступлениях по должности.
Статья 44 Конституции определила состав Верховного Суд СССР:
а) пленарное заседание Верховного Суда СССР из 11 членов, в том числе Председателя и его заместителя, 4 председателей пленарных заседаний верховных судов союзных республик и одного представителя Объединенного Государственного политического управления СССР.;
б) Гражданско-судебная и Уголовно-судебная коллегии Верховного Суда СССР; 
в) Военная и Военно-транспортная коллегии. 
Статья 46 Конституции предусматривала, что Прокурор Верховного Суда СССР и его заместитель назначаются президиумом ЦИК СССР.  В его обязанности входили подготовка заключений по всем вопросам, подлежащим разрешению Верховного Суда СССР, поддержание обвинения в судебном заседании и возможность опротестовать решения пленарного заседания Верховного Суда в Президиуме ЦИК.
Статьёй 47 инициатива направить перечисленные в ст. 43 вопросы на рассмотрение пленарного заседания Верховного Суда предоставлялась исключительно Центральному Исполнительному Комитету СССР, его Президиуму, прокурорам Верховного Суда и союзных республик, а также ОГПУ.
Статья 48 оговаривала, что пленарные заседания Верховного Суда Союза образовывали специальные судебные присутствия (составы) для рассмотрения уголовных и гражданских дел исключительной важности, затрагивающих по своему содержанию две или несколько союзных республик, и дел персональной подсудности членов ЦИК и Совета Народных Комиссаров СССР. Верховный Суд СССР имел право принять эти дела к производству исключительно по особым на каждый раз постановлениям ЦИК или его Президиума.

## Изменение правовых механизмов по Конституции 1936 года
Идея независимости судей вернулась в советское право через 18 лет после отказа от неё. В статье 112 Конституции СССР 1936 года  было закреплено: «Судьи независимы и подчиняются только закону». Этот принцип был воспроизведён в Конституции РСФСР 1937 года (статья 116) и в статье 6 закона СССР «О судоустройстве СССР, союзных и автономных республик» от  16.08.1938 г.

## В послевоенные годы

### Принцип независимости суда
В конце 1950-х - начале 1960-х годов в СССР продолжилось укрепление независимости правосудной деятельности. Статья 7 Основ гражданского судопроизводства Союза ССР оговаривала, что правосудие по гражданским делам осуществляется только судом, а статья 9 определяла объём независимости и исключение внешнего влияния  формулировками «при осуществлении правосудия по гражданским делам» и «в условиях, исключающих постороннее воздействие на судей». Аналогичные положения содержали ранние версии статей 7 и 10 Основ уголовного законодательства Союза ССР.
Гражданский процессуальный кодекс РСФСР 1964 г. в главе I «Основные положения»,  статье 7 «Независимость судей и подчинение их только закону» конкретизировал: судьи и народные заседатели независимы и подчиняются только закону «при осуществлении правосудия по гражданским делам... Судьи и народные заседатели разрешают гражданские дела на основе закона, в соответствии с социалистическим правосознанием, в условиях, исключающих постороннее воздействие на судей».
Аналогичные формулировки содержатся  Уголовно-процессуального кодекса РСФСР 1960 г.  (статья 16 главы первой, раздела первого). 
Поднадзорность судебной деятельности Верховному Суду СССР, Верховным судам союзных и автономных республик не предполагала ограничений независимости судей, так как надзор за судебной деятельностью происходил вне рамок судебного процесса по конкретному делу и после вынесения решения.
Меры прокурорского реагирования применялись лишь при нарушении законности и следовали: а) за решением судьи; б) в случае противоречия этого решения закону; в) эти меры были предусмотрены законом. При этом сами прокуроры также подчинялись «только закону» (статья 20 Основ уголовного судопроизводства Союза ССР и союзных республик; статья 14 Основ гражданского судопроизводства Союза ССР и союзных Республик, а также соответствующее процессуальное законодательство).
С принятием Конституции СССР 1977 г. получил правовое наполнение и статус народного заседателя. В статье 155 указывалось: «Судьи и народные заседатели независимы и подчиняются только закону. Судьям и народным заседателям обеспечиваются условия для беспрепятственного и эффективного осуществления их прав и обязанностей. Какое-либо вмешательство в деятельность судей и народных заседателей по осуществлению правосудия недопустимо и влечет ответственность по закону». Неприкосновенность судей и народных заседателей, а также иные гарантии их независимости были установлены Законом о статусе судей в СССР и другими законодательными актами Союза ССР и союзных республик.
Конституционные основы и законы о судоустройстве  в целом отвечали Основным принципам независимости судебных органов, принятым седьмым Конгрессом ООН по предупреждению преступности и обращению с правонарушителями, одобренным резолюциями Генеральной Ассамблеи ООН в 1985 году.
В 1989 году Уголовный кодекс РСФСР пополнился статьями 176.1 «Вмешательство в разрешение судебных дел», 176.2 «Угроза или насильственные действия в отношении судьи, должностного лица правоохранительного или контролирующего органа и их близких родственников», 176.3 «Оскорбление судьи, народного или присяжного заседателя». 
4 августа того же года был принят закон СССР «О статусе судей в СССР», в котором устанавливалось, что «Независимость судей и народных заседателей обеспечивается установленными законом порядком их избрания и освобождения, неприкосновенностью судей и народных заседателей, строгой юридической процедурой осуществления правосудия, тайной совещания судей при вынесении решений и запрещением требовать её разглашения, ответственностью за неуважение к суду или вмешательство в разрешение конкретных дел, созданием необходимых организационно-технических условий для деятельности судов, а также материальным и социальным обеспечением судей, соответствующим их высокому статусу». Этим же законом  (часть 5 статьи 10 «Порядок выборов и сроки полномочий судей и народных заседателей») срок полномочий судьи  был увеличен с 5 до 10 лет.